# Кай Пача
Кай Пача (также Хурин Пача кечуа Kay Pacha) — в мифологии инков земной мир, в котором живут инки. Инки представляли свой мир плоским. Находится между подземным миром Уку Пача и высшим миром Ханан Пача. В языке кечуа слово «пача» означает время или пространство. Кай Пача в воплощении животного — пума. В Империи инков центром Кай Пача считался Куско, из которого исходили 4 условные линии, разделявшие империю на 4 части (суйу) по сторонам света: Чинчайсуйу, Кольасуйу, Антисуйу и Кунтисуйу.